# Akademia Igrzysk Kwietnych w Tuluzie

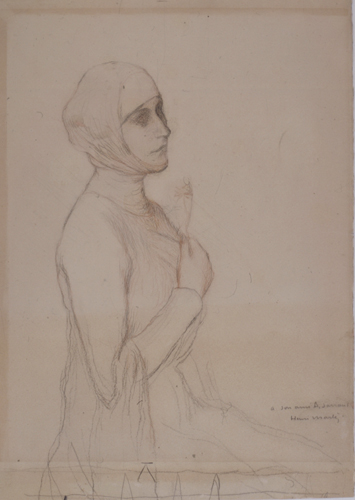
Clémence Isaure na rysunku Henriego Martina

Akademia Igrzysk Kwietnych (fr. Académie des Jeux floraux, prowans. Acadèmia dels Jòcs Florals) – stowarzyszenie literackie założone w średniowieczu w Tuluzie; najstarsze stowarzyszenie literackie w Europie Zachodniej.
Akademia, zwana pierwotnie Towarzystwem Igrzysk Kwietnych, nawiązała do zabaw ku czci bogini Flory, które urządzano w starożytnym Rzymie. W czasach nowożytnych pierwsze igrzyska odbyły się w Tuluzie 3 maja 1323 roku. Ich celem było wskrzeszenie kultury Południa po okresie wojen albigeńskich. Grupa siedmiu poetów utworzyła wtedy Konsystorz Wiedzy Radosnej (Consistori del Gay Saber), który w imieniu tuluskich mieszczan nagradzał Złotym Fiołkiem najlepszego trubadura. Idea ta spotkała się z takim entuzjazmem, że już w roku 1393 podobne zawody urządzono w Barcelonie. 
W XVI wieku między konsystorzem a rajcami zaczęły się niesnaski związane z finansowaniem igrzysk. Chcąc przekonać do swoich praw opinię publiczną, członkowie towarzystwa powołali się w roku 1513 na fikcyjną postać Clémence Isaure, która w dawnych czasach miała rzekomo zapisać Tuluzie wszystkie swoje dobra, pod warunkiem że miasto będzie organizować doroczny konkurs poetycki. Żeby uprawdopodobnić swoje roszczenia, konsystorz stworzył fikcyjne dokumenty Clémence oraz uznał za miejsce jej pochówku grób Bertrande z rodu Ysalguier. Rzeźba na tym grobie wyobrażała kobietę z kwiatem w dłoni, co przywodziło na myśl nagrody Wiedzy Radosnej. Mistyfikacja była tak udana, że wkrótce zaczęły powstawać domniemane portrety Clémence Isaure, na jej cześć pisano wiersze, a nawet nazwano jej imieniem jedną z tuluskich ulic. 
W roku 1694, z inicjatywy poety Simona de La Loubère, Towarzystwo zostało przemianowane oficjalnie na Akademię Igrzysk Kwietnych, a zasady jej działania określił specjalnym edyktem Ludwik XIV. Wtedy też obowiązującym językiem wierszy zgłaszanych do konkursu stał się język francuski. Igrzyska nie odbywały się w czasie zamieszek wywołanych przez rewolucję francuską, wznowiono je dopiero w roku 1806. W roku 1859 przywrócono prawo zgłaszania wierszy napisanych w języku oksytańskim. W czasie II wojny światowej za protektora igrzysk kwietnych uznano marszałka Pétaina, a członkami Akademii zostało wielu luminarzy związanych z rządem Vichy, między innymi: Joseph Barthélémy, Charles Maurras i Pierre Lespinasse. Z tego powodu, po upadku rządu, brano nawet pod uwagę rozwiązanie Akademii.
Członkami Akademii Igrzysk Kwietnych byli między innymi: Pierre de Ronsard, François-René de Chateaubriand, Voltaire, Alfred de Vigny, Victor Hugo, Frédéric Mistral i Carmen Sylva. Obecnie nagrody przyznawane są w postaci złotych i srebrnych kwiatów, najczęściej fiołka, róży, nagietka, szarłatu i lilii. Zdobywcy trzech kwiatów zdobywają zarazem tytuł Mistrza Wiedzy Radosnej.